# 文通镇
文通镇，是中华人民共和国四川省绵阳市盐亭县下辖的一个乡镇级行政单位。2019年12月，撤销黑坪镇和石牛庙乡，设立文通镇,以原黑坪镇和原石牛庙乡文通社区、东风村、灯塔村、三凤村、红陵村、石印村、风华村、新田村、红联村、西河村、荆桅村1至3组所属行政区域为文通镇的行政区域，文通镇人民政府驻天时街18号。

## 行政区划
文通镇下辖以下地区：
利进社区、高观村、星致村、铁门村、环山村、桥梁村、薛家村、石溪村、晓光村、龙桥村和石盘村。